# Laktos

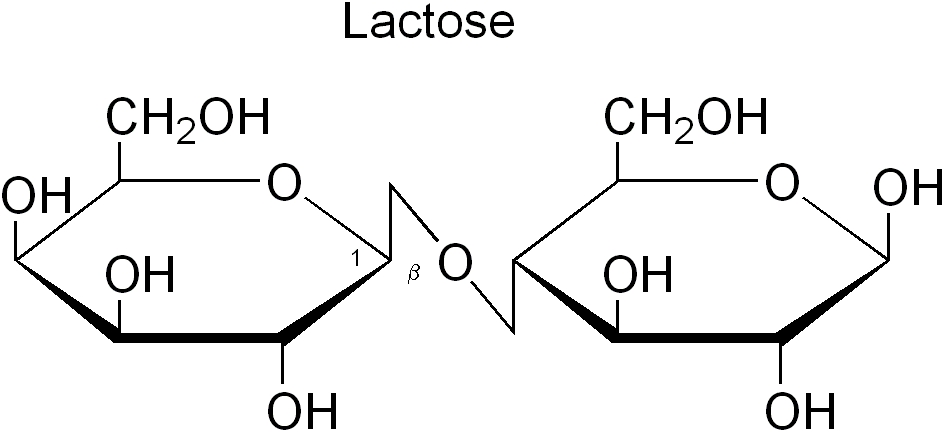
Strukturformel

Laktos, även kallat mjölksocker, är en kolhydrat (en disackarid) som består av glukos och galaktos och finns i däggdjursmjölk och i många mediciner, främst tabletter.

## Egenskaper
Laktos i fast form förekommer i 3 kristallina polymorfer, α-laktos som monohydrat, α-laktos som anhydrat, β-laktos som anhydrat samt även en amorf form. α-laktos är den stabilaste formen.
Den förekommer som sammanhängande kristaller eller vitt kristallinskt pulver med en svagt söt smak. Den är lättlöslig i vatten, men olöslig i etanol och eter.

## Framställning
Laktos utvinns ur mjölk, främst skummjölk, genom att man fäller ut kasein med hjälp av ostlöpe eller syra. Ur den erhållna vasslen frånskiljs övriga proteiner genom uppvärmning. Efter filtrering indunstas vasslen i vakuum till sirapskonsistens där laktosen får kristallisera. Denna centrifugeras därefter från moderluten och renas genom upprepad kristallisation.

## Användning
Laktos är ett vanligt fyllnadsmedel i tabletter och används även som hjälpämne i andra läkemedelsberedningar. Det kan också användas som smakkorrigering inom konservindustrin. Laktos förekommer även som tillsats i vissa öltyper för att få en mer söt smak då laktosen inte kan brytas ner av traditionell öljäst. 
Laktostoleransen är individuell.
| Ingrediens      | Laktoshalt      |
| --------------- | --------------- |
| Mjölk/Lättmjölk | 5 g / dl        |
| Filmjölk        | 3,5 - 4 g / dl  |
| Yoghurt         | 2,5 g / dl      |
| Hårdost         | < 0,1 g / 100 g |

## Förekomst
| Ingrediens              | Laktosförekomst |
| ----------------------- | --------------- |
| Animaliskt fett         | Ja/Kanske       |
| Arrak                   | Nej             |
| Bifilus                 | Ja/Kanske       |
| Cashewnötter            | Nej             |
| Choklad                 | Ja/Kanske       |
| Créme fraiche           | Ja/Kanske       |
| Dofilus                 | Ja/Kanske       |
| E-nummer (alla)         | Nej             |
| Emulgeringsmedel        | Nej             |
| Enzymer                 | Nej             |
| Fetaost                 | Ja/Kanske       |
| Filmjölk                | Ja/Kanske       |
| Färskost                | Ja/Kanske       |
| Fårmjölk                | Ja/Kanske       |
| Förtjockningsmedel      | Nej             |
| Getmjölk                | Ja/Kanske       |
| Glass                   | Ja/Kanske       |
| Grädde                  | Ja/Kanske       |
| Gräddfil                | Ja/Kanske       |
| Gräddpulver             | Ja/Kanske       |
| Havre-"grädde"          | Nej             |
| Havredryck              | Nej             |
| Havreglass              | Nej             |
| Hårdost                 | Nej             |
| Isglass                 | Ja/Kanske       |
| Ister                   | Nej             |
| Kaffegrädde             | Ja/Kanske       |
| Kakaomassa              | Nej             |
| Kakaopulver             | Nej             |
| Kakaosmör               | Nej             |
| Kalciumdiglutamat       | Nej             |
| Kalciumkarbonat         | Nej             |
| Kalciumlaktat           | Nej             |
| Kaliumlaktat            | Nej             |
| Karboxmetylstärkelse    | Nej             |
| Kefir                   | Ja/Kanske       |
| Kesella                 | Ja/Kanske       |
| Keso                    | Ja/Kanske       |
| Klumpförebyggande medel | Nej             |
| Kokos/-mjölk            | Nej             |
| Kolhydrater             | Nej             |
| Konserveringsmedel      | Nej             |
| Kvarg                   | Ja/Kanske       |
| Kärnmjölkspulver        | Ja/Kanske       |
| Lactobaciller           | Nej             |
| Laktas                  | Nej             |
| Löpe                    | Nej             |
| Margarin (små mängder)  | Ja/Kanske       |
| Maräng av hönsäggvita   | Nej             |
| Mesost                  | Ja/Kanske       |
| Messmör                 | Ja/Kanske       |
| Mjukost                 | Ja/Kanske       |
| Mjölk-H                 | Ja/Kanske       |
| Mjölk-kärn              | Ja/Kanske       |
| Mjölk-Rå                | Ja/Kanske       |
| Mjölk-Skum              | Ja/Kanske       |
| Mjölk-Steril            | Ja/Kanske       |
| Mjölk-Torr              | Ja/Kanske       |
| Mjölkchoklad            | Ja/Kanske       |
| Mjölkpulver             | Ja/Kanske       |
| Mjölksocker             | Ja/Kanske       |
| Mjölksyra               | Nej             |
| Mjölksyrabakterier      | Nej             |
| Modifierad stärkelse    | Nej             |
| Natriumlaktat           | Nej             |
| Nougat                  | Ja/Kanske       |
| Ost                     | Ja/Kanske       |
| Parfait                 | Ja/Kanske       |
| Pektin                  | Nej             |
| Ris/dryck               | Nej             |
| Sesamfrö                | Nej             |
| Skummjölkspulver        | Ja/Kanske       |
| Smältost, små mängder   | Ja/Kanske       |
| Smör                    | Ja/Kanske       |
| Smörarom                | Nej             |
| Sojabönor/dryck/mjöl    | Nej             |
| Sojaglass               | Nej             |
| Stärkelse               | Nej             |
| Stärkelsesirap          | Nej             |
| Tapioka                 | Nej             |
| Tofu                    | Nej             |
| Torrmjölkspulver        | Ja/Kanske       |
| Vassle/pulver           | Ja/Kanske       |
| Vegetabilisk olja       | Nej             |
| Vegetabiliskt fett      | Nej             |
| Vissa grötpulver        | Ja/Kanske       |
| Vällingpulver, vissa    | Ja/Kanske       |
| Yoghurt                 | Ja/Kanske       |
| Ädel-produkter          | Ja/Kanske       |